# Saint-Jouan-de-l'Isle

Saint-Jouan-de-l'Isle este o comună în departamentul  Côtes-d'Armor, Franța. În 2009 avea o populație de 446 de locuitori.